# Émilien Néron
 (septembre 2011).
Si vous disposez d'ouvrages ou d'articles de référence ou si vous connaissez des sites web de qualité traitant du thème abordé ici, merci de compléter l'article en donnant les références utiles à sa vérifiabilité et en les liant à la section « Notes et références ».
Émilien Néron, né à Longueuil (Québec) le 28 décembre 1998, est un acteur québécois diplômé de l'École nationale de théâtre du Canada en 2023.

## Biographie
Dès l'enfance, Émilien Néron est initié à plusieurs disciplines artistiques telles que l'art dramatique, le piano, le chant et la danse en étudiant à l'école primaire Félix-Leclerc de Longueuil. Il commence sa carrière professionnelle à l'âge de neuf ans en tournant quelques publicités. Il décroche son premier rôle marquant au théâtre dans Paradis perdu, une œuvre multimédia écrite et mise en scène par Dominic Champagne. Il partage le rôle de l'enfant avec Vlace Samar dans ce spectacle présenté au théâtre Maisonneuve de la Place des Arts de Montréal en janvier et février 2010. Toujours à la Place des Arts mais cette fois à la salle Wilfrid-Pelletier en juin 2010, il devient Gavroche de la comédie musicale Les Misérables mise en scène par Frédéric Dubois.
Émilien tient ensuite son premier rôle important au cinéma dans Monsieur Lazhar, écrit et réalisé par Philippe Falardeau. Il joue le rôle de Simon. Il recevra d'ailleurs le Jutra du meilleur acteur de soutien à la 14e Soirée des prix Jutra en 2012. En 2011, il participe à la pièce de théâtre Contre le temps de Geneviève Billette mise en scène par René Richard Cyr au Théâtre d'Aujourd'hui. Il partage le rôle d'Alfred (frère d'Évariste Galois) avec Alexis Plante. À l'été 2012, il fait sa première expérience de doublage en étant Norman de la version québécoise de ParaNorman. En septembre 2012, il campe Charles Lambert dans la série Web Le chum de ma mère est un extra-terrestre. En janvier et février 2013, il joue le Garde dans Le roi se meurt d'Eugène Ionesco. Dans une mise en scène de Frédéric Dubois, le spectacle est présenté au Théâtre du Nouveau Monde.
À la télévision, entre 2011 et 2015, il interprète les rôles de Cédrick, un des amis de Zak, dans la série télévisée Les Parent et Loïc, dans la série quotidienne 30 vies sur les ondes de Radio-Canada. Il personnifie aussi Xavier, un nouveau personnage dans la saison 6 de Tactik sur les ondes de Télé-Québec.
C'est en 2020, qu'Émilien Néron fait son entrée à l'École nationale de théâtre du Canada.

## Cinéma
- 2010 : Thomas (frère de Daniel) dans Pour toujours, les Canadiens réalisé par Sylvain Archambault
- 2011 : Simon dans Monsieur Lazhar écrit et réalisé par Philippe Falardeau
- 2012 : Norman dans la version québécoise de ParaNorman (Doublage)
- 2015 : Sam dans le court-métrage d'animation Nadine écrit, conçu et réalisé par Patrick Péris

## Théâtre et spectacle sur scène
- 2010 : L'enfant dans Paradis perdu mis en scène par Dominic Champagne.
- 2010 : Gavroche dans Les Misérables mis en scène par Frédéric Dubois.
- 2011 : Alfred dans Contre le temps mis en scène par René Richard Cyr.
- 2013 : Le Garde dans Le roi se meurt mis en scène par Frédéric Dubois.

## Télévision
- 2010 : Les Rescapés de la justice
- 2010 : Un tueur si proche
- 2011-2015 : Cédrick Plourde dans Les Parent réalisé par Martin Talbot
- 2013 : Édouard dans Fée Éric réalisé par Martine Boyer
- 2013 : Xavier Bourget dans Tactik
- 2015 : Loïc Vanasse dans 30 vies écrit par Fabienne Larouche

## Série Web
- 2012 : Charles Lambert dans Le chum de ma mère est un extra-terrestre écrit par Éric K. Boulianne et réalisé par Kim St-Pierre
- 2015 : Tezo dans Tezo écrit par Maryse Pagé et réalisé par Renaud Stanton-Dupré
- 2015 : Max dans Karl et Max, réalisé par Sébastien Gagné

## Nominations et Prix

### Prix
- 2012 : Prix Jutra Meilleur acteur de soutien Monsieur Lazhar

### Nominations
- 2013 : Young Artist Awards Best Performance in an international feature film / Young actor Monsieur Lazhar
- 2013 : Prix Gémeaux Meilleure interprétation pour une émission ou série originale produite pour les nouveaux médias : jeunesse Le chum de ma mère est un extra-terrestre